# 海棠湾
海棠湾是海南省三亚市海棠区的一个海湾，与亚龙湾、大东海湾、三亚湾、崖州湾并列三亚五大海湾。海岸线全长42.8公里，距离三亚市中心28公里，蜈支洲岛位于海棠湾南部。
海棠湾在三亚市海湾开发中海棠湾开发最迟。截至2020年湾区已建成多座奢侈型度假酒店和配套设施，自北而南有：三亚国际免税城、民生威斯汀酒店 、仁恒皇冠假日酒店 、三亚亚特兰蒂斯酒店、香格里拉大酒店、喜来登酒店、红树林度假酒店 、康莱德酒店、希尔顿逸林酒店 、理文索菲特酒店、华尔道夫酒店、万达文华酒店、三亚海棠湾壹号公馆、三亚保利瑰丽酒店、解放军总医院海南分院（现融通旅发海棠湾九号度假酒店）等。